# Willy Bloch
Willy Peter Bloch (* 28. Juli 1904 in Berlin; † nach 1959) war ein deutscher Kameramann beim Dokumentar- und Spielfilm.

## Leben und Wirken
Nach seiner fotografischen Ausbildung begann Willy Peter Bloch als Kameraassistent und diente in dieser Funktion seit Beginn des Tonfilmzeitalters bei Filmen wie Täter gesucht, Keine Feier ohne Meyer (beide 1931), Ballhaus Goldener Engel, Tod über Shanghai (beide 1932), Höllentempo, Die Unschuld vom Lande (beide 1933), Artisten (1934), Der Außenseiter, Der Kurier des Zaren (beide 1935) und Der Bettelstudent (1936) erfahrenen Kameraleuten wie Georg Muschner, Willy Hameister, Alfred Hansen und Ewald Daub. 1941 ließ man Bloch bei dem propagandistischen Streifen Die See ruft erstmals einen abendfüllenden Film mit Spielhandlung eigenverantwortlich drehen. Es folgten 1943/44 zwei weitere Unterhaltungsfilme, minder ambitionierte und kostengünstig hergestellte Produktionen der UFA.
Kurz nach Kriegsende übersiedelte Willy Bloch nach Hamburg und ließ sich in der Hochallee nieder. In der Hansestadt konzentrierte er sich, zunächst im Auftrag kleiner Produktionsfirmen wie Iris-Film und Alster-Film, auf die Kameraarbeit für norddeutschlandbezogene und maritime Dokumentationen. An zwei Puppentrickfilmen des Hamburger Produktions-Residenten Curt A. Engel, die dieser in Zusammenarbeit mit den Hohnsteiner Puppenspielen herstellte, Kaspers Reise um die Welt (1950) und Kasper gibt Vollgas (1951), war Bloch gleichfalls beteiligt. 1952/53 arbeitete Willy Peter Bloch letztmals an einem Spielfilm, als er für Harry Piel, dem er schon 1934/35 bei dessen 100. Film Artisten als Kameraassistent gedient hatte, einige Nachaufnahmen für den bereits im Zweiten Weltkrieg weitgehend abgedrehten Zoo- und Katastrophenfilm Gesprengte Gitter anfertigte. Blochs Aufnahmen, die dieser Anfang 1952 im Rahmen einer großen Südamerika-Reise von dem Segelschulschiff Pamir anfertigte, fanden Verwendung in dem 1959, also zwei Jahre nach dem Untergang des Großseglers, aufgeführten Dokumentarfilm Die Pamir. Nach 1959 verliert sich Willy Blochs Spur.

## Filmografie
als Chefkameramann von kurzen wie langen Dokumentarfilmen, wenn nicht anders angegeben
- 1940/53: Gesprengte Gitter (Spielfilm, nur Nachaufnahmen 1952/53)
- 1941: Die See ruft (Spielfilm)
- 1943: Gewitternacht (Kurzspielfilm)
- 1944: Eine Frau für drei Tage (Spielfilm)
- 1944: Warum lügst du, Elisabeth? (Spielfilm)
- 1947: Indianerspielen auf der Straße
- 1948: Heimkehrer
- 1949: Reitvorschrift für eine Geliebte
- 1949: Zwischen Strom und Meer
- 1950: Hamburg bei Nacht ist schön
- 1950: Volkswagen-Geschichten
- 1950: Kaspers Reise um die Welt (Puppenfilm)
- 1951: Kasper gibt Vollgas (Puppenfilm)
- 1951: Kampf mit der Sekunde
- 1952: Fahrt ins Alte Land
- 1953: Nur nicht aufregen
- 1953: Der Hengst ruft
- 1953: Pferde, Reiter, Fahrer
- 1954: Kasper auf der Räuberjagd (Puppenfilm)
- 1957: Öl und Öl ist zweierlei
- 1958: Flamme zwischen Öl und Kohle
- 1958: Kleine Indiskretionen
- 1959: Die Pamir (Aufnahmen von 1952)